# Sapana Roka Magar
Sapana Roka Magar (en nepalí: सपना रोका मगर) (10 de febrero de 2002) es una trabajadora de un crematorio nepalí, que fue seleccionada como una de las 100 mujeres más influyentes de 2020 por la BBC. Participa en la cremación de cuerpos abandonados, ya sea en la calle o en mortuorios y se encarga de su traslado al hospital para exámenes post mortem. Si el cuerpo permanece sin ser reclamado durante más de 35 días, la cremación se realiza según los rituales hindúes.

## Biografía
Roka procede del distrito Myagdi de Nepal. Nació el 10 de febrero de 2002 siendo la hija menor de Nanu Roka Magar (madre) y Jit Prasad Roka Magar (padre). A los 14 años se mudó a Butwal, donde fue a vivir con un adolescente en contra de los deseos de sus padres. La relación se rompió a los pocos meses y ella se quedó sin hogar. En las calles conoció la ONG Acción para el Cambio Social y comenzó a trabajar con ellos desde donde opera la cremación y otras acciones sociales.
También participó en la alimentación de las personas sin hogar durante el confinamiento por el COVID-19 en Katmandú.

## Premios y reconocimientos
En 2020 fue seleccionada como una de las 100 mujeres más influyentes por la BBC en la categoría de conocimiento.